# Platyceps ventromaculatus
Platyceps ventromaculatus là một loài rắn trong họ Rắn nước. Loài này được Gray mô tả khoa học đầu tiên năm 1834.

## Hình ảnh

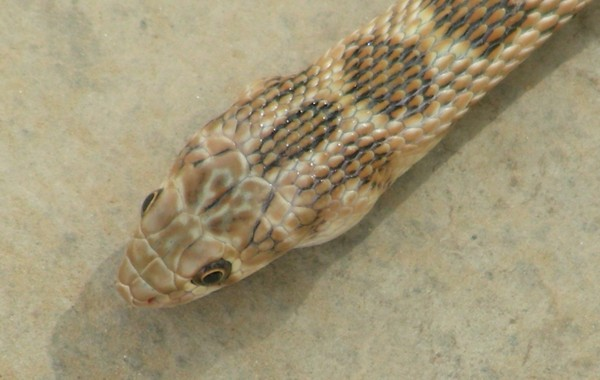
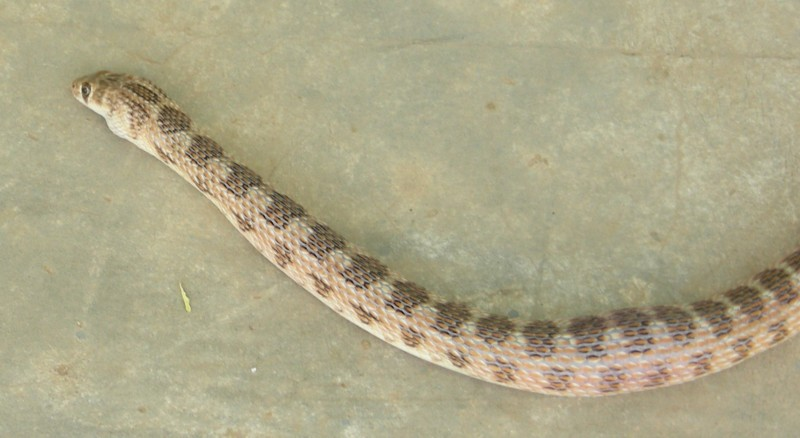
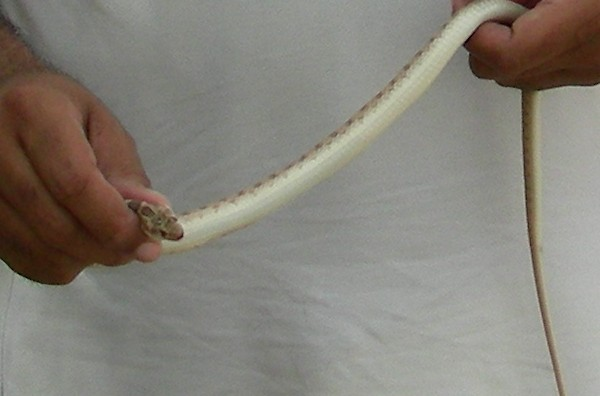
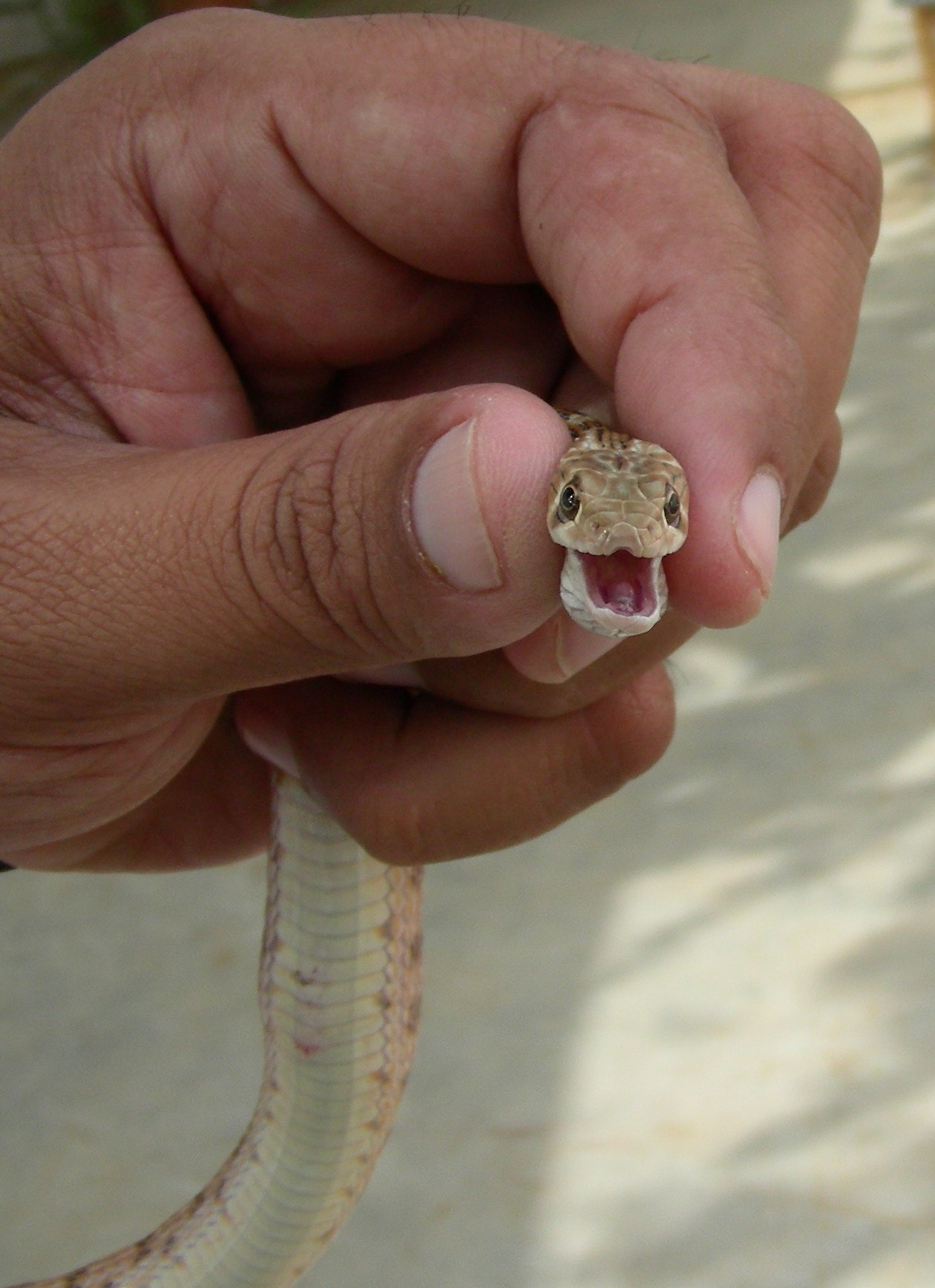